# Xanthosoma pulchrum
Xanthosoma pulchrum är en kallaväxtart som beskrevs av Eduardo G. Gonçalves. Xanthosoma pulchrum ingår i släktet Xanthosoma och familjen kallaväxter. Inga underarter finns listade.